# Quido Vetter
Quido Karl Ludwig Vetter  (Praga, 5 de junho de 1881 — Praga, 20 de outubro de 1960) foi um matemático tcheco.
Vetter estudou inicialmente na Universidade Técnica de Praga, mudando depois para a Universidade Carolina, onde obteve em 1913 um doutorado. Lecionou depois em ginásios em Praga, interessando-se pela história da matemática depois da leitura das lições de história da matemática de Moritz Cantor.
Em 1919 obteve a habilitação e lecionou história da matemática na Universidade Carolina, onde foi em 1924 professor extraordinário. Ao mesmo tempo foi diretor de escola em Humpolec.
Foi palestrante convidado do Congresso Internacional de Matemáticos em Bolonha (1928) e em Zurique (1932).